# Zarinsk
Zarinsk (russisk: Заринск) er en by i Altaj kraj i Rusland. Den ligger ved floden Tsjumysj, omkring 90 km nordøst for Barnaul. Den har et indbyggertal på 41.272 (2021) indbyggere.
Den blev grundlagt som en bosætning ved jernbanestationen Zarinskaja (russisk: Заринская), som blev åbnet i 1952. Den fik status som bymæssig bebyggelse i 1958 og bystatus i 1979.